# Le Grand Bazar
Pour les articles homonymes, voir Le Grand Bazar (homonymie).
Pour plus de détails, voir Fiche technique et Distribution.
Le Grand Bazar est une  comédie française, réalisé par Claude Zidi, sorti sur les écrans en 1973.

## Synopsis
Jean, Phil, Gérard et Jean-Guy sont quatre copains qui habitent la même barre HLM. Ils préfèrent davantage boire un coup au bistrot d'Émile que d'aller travailler à l'usine de tondeuse à gazon. Ils ne tardent pas à se faire renvoyer à cause de leur manque de professionnalisme. Émile les aide à retrouver de petits boulots : Gérard fait visiter des appartements, Jean livre le lait, Jean-Guy répare une voiture et Phil distribue des tracts. Mais lorsque le commerce d'Émile est menacé par l'ouverture d'Euromarché situé en face, les quatre amis vont tout faire pour l'aider...

## Fiche technique
- Titre original : Le Grand Bazar
- Réalisation : Claude Zidi, assisté de Paul Pampuzac, Denys Granier-Deferre, Lionel Bernier
- Scénario et dialogues : Claude Zidi, Georges Beller, Michel Fabre
- Décors : Bernard Evein
- Photographie : Paul Bonis
- Son : Alain Lachassagne
- Montage : Robert Isnardon et Monique Isnardon
- Musique : Les Charlots (arrangements et direction d'orchestre : Jean-Claude Pelletier)
- Cascades réglés par : Rémy Julienne (exécutés par Yvan Chiffre)
- Production : Christian Fechner ; Bernard Artigues (producteur délégué)
- Sociétés de production : Films 7, Les Films Christian Fechner, GEF, Renn Productions
- Studios : Paris-Studios-Cinéma (Studios de Billancourt)
- Pays :  France
- Durée : 84 minutes
- Genre : comédie
- Date de sortie : 
  - France : 6 septembre 1973 (première diffusion à la télévision le 4 octobre 1979 sur Antenne 2)
  - DVD : 28 avril 2003 puis 21 janvier 2014 chez Studiocanal
  - Blu-ray : 16 mars 2023 chez Studiocanal
- Classification : tous publics
- Affiche : Clément Hurel (France)

## Distribution
- Les Charlots :
  - Gérard Rinaldi : Gérard
  - Gérard Filippelli : Phil
  - Jean Sarrus : Jean
  - Jean-Guy Fechner : Jean-Guy
- Michel Galabru : Émile, l'épicier du quartier
- Michel Serrault : Félix Boucan, le directeur de l'Euromarché
- Roger Carel : le commissaire-priseur
- Jacques Seiler : Jacques, commerçant devenant responsable de la sécurité du supermarché
- André Badin : l'acheteur endormi
- Florence Blot : madame Bonize, cliente de l'épicerie
- François Cadet : le contremaître de l'usine
- Coluche : un homme visitant l'appartement
- Dany Daniel : l'animatrice
- Jocelyne Darche : la femme visitant l'appartement
- Michèle Delacroix : la fiancée de Phil
- Nicole Dubois : la fiancée de Gérard
- Lucien Fleurot : le gérant de la discothèque
- Antoine Gardian : un figurant
- Gib Grossac : un figurant
- Pierre Gualdi : le boucher
- Martine Henin : une figurante
- Alain Kuligowski : un figurant
- Henri Leproux : l'animateur de la boîte
- Henri Meggle : un figurant
- Paul Paret : un figurant
- Candice Patou : Valentine, agent de sécurité
- Jacques Pignaz : un figurant
- Hélène Soubielle : la fiancée de Jean
- Maurice Travail : le directeur de l'usine
- Jacques Van Dooren : le barman de la discothèque
- Catherine Zidi : la fiancée de Jean-Guy
- 4 Z Group : dans leur propre rôle (le groupe de musique à la discothèque)
- Aimable et son orchestre : animation Euromarché
- Jean Eskenazi : le vigile en pause
- Camille Chartier : une figurante
- Gu : un acheteur

Non crédités
- Jeanne Allard : la mère de Gérard
- Patrick Ardan : un figurant
- Claude Boisson : l'homme à la tête écrasée contre la vitre dans le bus
- Christiane Delorme : une cliente
- Christian Fechner : un agent de sécurité opérant
- Maurice Gottesman : un boucher
- Jeanne Hardeyn : la mère de Phil
- Martine Kelly : une cliente de la discothèque
- Sylvie Lainez : une caissière
- Dominique Lavanant : la jeune femme avec la Renault R4 en panne
- Manu Pluton : un caissier culturiste
- Paul Préboist : l'agent de police descendant d'une voiture en sifflant après les gendarmes  en train de poursuivre Phil en moto (?)

## Autour du film
- Le film a été tourné :
  - dans les Hauts-de-Seine à Meudon-la-Forêt pour la Cité des Fleurs. Le bistrot-épicerie d'Emile était situé à Clamart (au 135, route du Pavé-Blanc), en haut du Tapis Vert de la Forêt de Meudon ; il a été rasé en janvier 2025. Plusieurs scènes de poursuite à moto ont lieu dans les rues de Clamart (quartier de Trivaux-la Garenne).
  - dans l'Essonne, à Athis-Mons pour le magasin Euromarché (avenue François-Mitterrand).
- Le film, comédie douce et légèrement amère sur la société de consommation, est caractéristique de l'époque pré-giscardienne, et de la fin du petit commerce face à la concurrence gigantesque des supermarchés.
- La musique que l'on entend dans le supermarché est en fait une musique des Charlots, intitulée Je suis trop beau et sortie en 1968.
- Le film totalisa 3 913 477 entrées en France, se plaçant ainsi à la quatrième place du Box-office.
- En 2013, une suite devait être tournée, mais le décès de Gérard Rinaldi mit fin définitivement au projet. Michel Galabru avait donné son accord pour reprendre son rôle d'Emile, et les 4 Charlots devaient être réunis, avec en plus Luis Rego, ce qui aurait reformé le groupe initial.